# Spy Files 3
Spy Files 3 consiste de 249 documentos de 92 empresas de inteligência globais,  entre brochuras, contratos e metadados referentes a alguns dos principais empresários do ramo. Estes documentos foram lançado no dia 4 de setembro de 2013 pelo WikiLeaks e revelam como, à medida em que o mundo da inteligência foi privatizado, EUA, UE e agências de inteligência de países em desenvolvimento se apressaram em gastar milhões em tecnologia de vigilância em massa de última geração para alcançar comunidades, grupos e populações inteiras. O propósito é colocar uma "luz sobre a indústria secreta de vigilância em massa." 

## Contexto
De acordo com a Privacy International (PI), a mecânica de vigilância patrocinada pelo Estado está sendo cada vez mais privatizada. Os mais novos documentos SpyFiles mostram que esta indústria negra só continua a crescer, tanto em capacidade técnica quanto em base de clientes, ao mesmo tempo em que acumula bilhões de dólares em lucros a partir do sofrimento dos indivíduos. Os tipos de vigilância que está sendo divulgado por esses empresas representam algumas das mais sofisticadas tecnologias disponíveis - quer se trate de intrusion software, mineração de dados, trojans, rastreamento de localização, inspeção profunda de pacotes, reconhecimento facial, ou monitoramento em massa .
	Colocando isso em contexto, a PI afirma que este comércio global de tecnologia de vigilância é estimado em até US $ 5 bilhões por ano. Para efeito de comparação, em 2012 o comércio mundial mais tradicional de armas pequenas (excluindo a venda de munição) foi de US $ 4 bilhões por ano.

## FinFisher
De particular interesse são os documentos sobre a FinFisher. Coincidentemente, Mikko Hypponen da F-Secure publicou uma apresentação de vendas da FinFisher no início da semana seguinte a que o Spy Files 3 foi lançado. O Spy Files 3 agora inclui uma lista detalhada preço FinFisher. E, assim como um anúncio que você vê na televisão ou em uma revista, as empresas de espionagem estão divulgando essas ferramentas com chamativos gráficos, propagandas faladas e garantias de eficácia. É muito chocante ver essas tecnologias perigosas sendo apresentadas de forma tão displicente, uma vez que estes produtos representam uma das maiores ameaças aos direitos humanos no século 21.  

## Destaques
Esta publicação dobrou o volume do banco de dados do WikiLeaks. Aqui estão alguns destaques:
- Rue 89 lançou um mapa interativo[6] que detalha o ranking de liberdade de imprensa de países e quais empresas de vigilância os visitaram. Eles lançaram um artigo em profundidade no qual discutem temas como spyware na primavera árabe.

- CorpWatch relatou sobre como Turcomenistão e Omã negociaram a compra de software espião [7]. Eles também publicaram um relatório sobre a forma como o WikiLeaks está farejando os vendedores de software espião.

- Bivol informou sobre o uso da Bulgária do software Finspy[8].

- Süddeutsche Zeitung informou sobre como as empresas alemãs oferecem technologia de vigilância[9] a regimes autocráticos como o Turquemenistão e o Cazaquistão.

- Página/12 publicou um resumo de algumas tecnologias, incluindo o monitoramento da VasTech de telefones por satélite, análises da Scantarget de atividade na web em tempo real e detecção de protocolos criptografados da Ipoque.

- L'Espresso relatou a empresa italiana "Hacking Team srl"[10] e sua comercialização do trojan “Remote Control System”.

- Pública informou sobre os metadados que detalham a movimentação[11] de executivos da indústria de vigilância.

- La Jornada reportou sobre como executivos de empresas de vigilância estão ativos no México[12].

- RT informou sobre relações empresa de vigilância de Trovicor com estados autocráticos[13]. Eles também fizeram um vídeo sobre isto.

- FinFisher fabrica vários produtos[14] que permitem que agentes do governo (e corporações?) tenham acesso a tudo no seu computador, incluindo as teclas digitadas. Este malware pode ser instalado tanto usando intrusão física (através da inserção de um pen drive em sua máquina) ou por meio de engenharia social (a maneira elegante de dizer "alguém o engana para que você clique em algo que você não deve clicar '). Isso é coisa muito assustadora, em parte porque isso significa que seus emails criptografados com PGP podem não ser seguros.

- Uma empresa britânica chamada Aappro fabrica um farejador de celular de "vigilância tática vestível"[15] para "identificação de alvos e localização." A ferramenta, conhecida no comércio como um capturador IMSI, engana telefones celulares, fazendo-os pensar que é uma torre de telefone celular. Em seguida, ela identifica secretamente alguém em uma determinada área geográfica, e pode até mesmo interceptar comunicações. Não existem leis nos Estados Unidos que tratem explicitamente tecnologias como capturadores IMSI, embora saibamos que alguns dos grandes departamentos de polícia, como o LAPD, os utilizam. Agências federais, como FBI e DHS também tem a tecnologia. Um investigador privado e especialista em segurança diz que a polícia de Nova York os usou para criar listas de quem participou[16] dos protestos Occupy Wall Street.

- A empresa BrightPlanet, com sede nos EUA, fabrica ferramentas[17] que permitem que o governo e as corporações realizem a "colheita de conteúdo não-estruturado de alta qualidade a partir da Deep Web e, em seguida, torná-lo acessível para aqueles que precisam dos valiosos recursos inexplorados que se encontram abaixo da Surface Web para investigação e análise profundas." Uma de suas ferramentas permite que os compradores para acompanhar "Organizações ou Empresas" online: "Fique a par de qualquer empresa, organização ou grupo - o que eles estão fazendo, o que estão dizendo e o que está sendo dito sobre eles. Conheça as tendências de todos os jogadores por meio da implantação de análises adicionais para detectar seus sentimentos, relacionamentos e associações ".

- Uma empresa suíça chamada NeoSoft AG utiliza tecnologia IMSI[18] para prover anúncios via mensagem de texto para telefones dentro de uma determinada área geográfica.

- Software de reconhecimento facial[19] que permite aos usuários criar listas de vigiados e capturar imagens de rostos de câmeras de vídeo.

- Uma empresa dos EUA chamada i2[20] que faz negócios com os departamentos de polícia em todo o país, inclusive em Massachusetts no centro de fusão estado, oferece a analistas de vigilância produtos que ajudam a classificar e dar sentido a uma quantidade enorme de informações tanto públicas quanto privadas, incluindo a análises de redes sociais. "Rapidamente identifique pessoas-chave dentro das redes alvo com Análise de Redes Sociais", se gaba a empresa.

- E, finalmente, a conferência fantasma para vencer todas as conferências fantasma: Sistemas de apoio de inteligência, ou ISS. Confira quais órgãos federais e departamentos policiais[21] dos EUA participaram da última conferência em Washington DC. Você também pode ver que uma série de empresas privadas participaram do evento, incluindo a Comcast, Verizon, Sprint, T-Mobile e AT & T. Essas não vem como uma grande surpresa. Mas também estavam lá O Bank of America e a Pfizer.